# Punta Ramiere
La Punta Ramiere (Bric Froid in francese), è una montagna delle Alpi Cozie di 3.303 m s.l.m..

## Descrizione

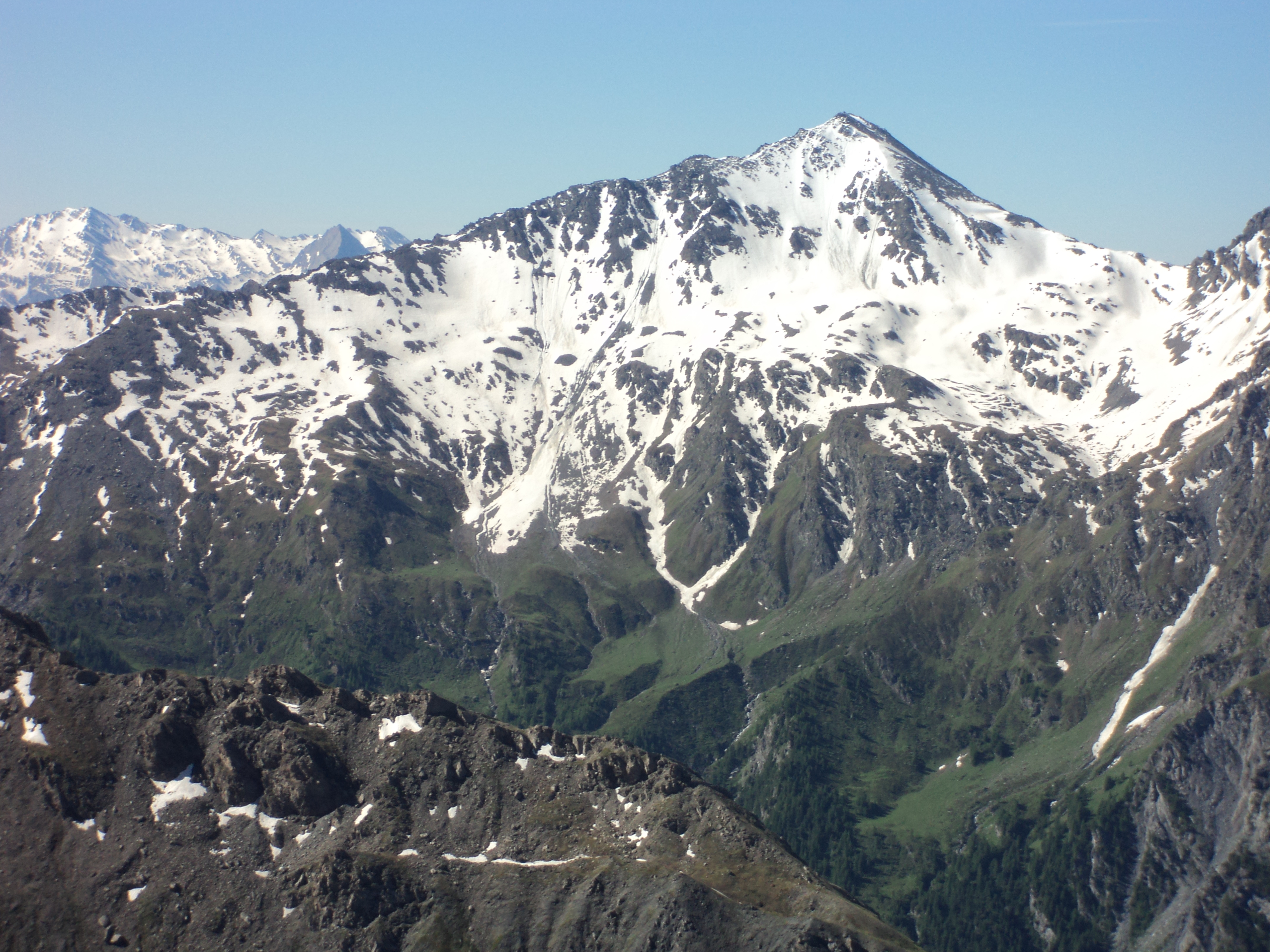
La montagna vista dalla Rognosa di Sestriere.

Si trova sulla linea di confine tra Italia e Francia. Dalla parte italiana si trova tra valle Argentera e la Val Thuras (entrambe tributarie della Valle di Susa), a sud-est dell'abitato di Cesana Torinese. È divisa tra i territori comunali di Cesana e Sauze di Cesana, che culminano entrambi con la cima della montagna. Dalla parte francese si trova nella regione del Queyras a nord dell'abitato di Abriès.

## Escursionismo
L'ascesa alla vetta è possibile dalla parte italiana tanto dalla Val Thuras che dalla Valle Argentera. La salita alla Ramiere è relativamente agevole e la montagna è quindi piuttosto frequentata, almeno durante l'estate, e da tempo nota a turisti e viaggiatori.